# Interfață grafică

Straturile unei interfețe grafice bazate pe un sistem de ferestre

Utilizatorul interacționează direct cu hardware-ul de INPUT și de OUPUT. Pe hardware-ul de OUPUT, de exemplu monitor, se află interfața grafică, produsă de software, care merge pe CPU

Ilustrare a buclei intrare-procesare-ieșire între om și mașină

Interfața grafică (în engleză: graphical user interface sau GUI, pronunțat în două silabe: /'gu.i/, v. AFI) este o interfață cu utilizatorul bazată pe un sistem de afișaj ce utilizează elemente grafice. Interfața grafică este numit sistemul de afișaj grafic-vizual pe un ecran, situat funcțional între utilizator și dispozitive electronice cum ar fi computere, dispozitive personale de tip hand-held (playere MP3, playere media portabile, dispozitive de jucat), aparate electrocasnice și unele echipamente de birou. Pentru a prezenta toate informațile și acțiunile disponibile, un GUI oferă pictograme și indicatori vizuali, în contrast cu interfețele bazate pe text, care oferă doar nume de comenzi (care trebuie tastate) sau navigația text.

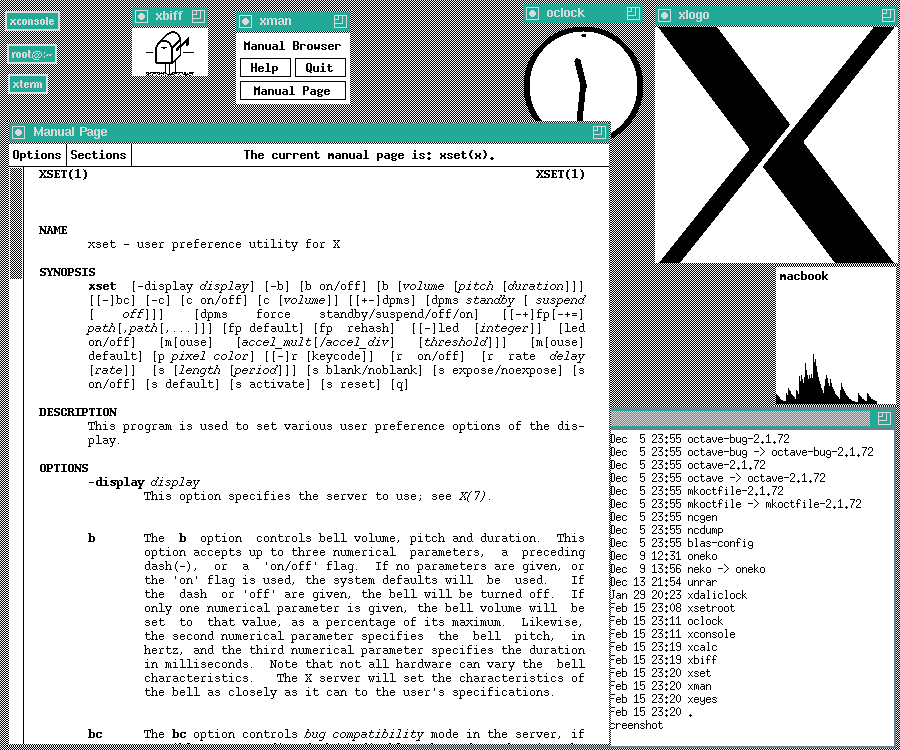
Un sistem Unix rulând X Window (stil vechi)

Termenul GUI este legat istoric de ecranele bidimensionale cu rezoluție mare, capabilă să afișeze informații de toate genurile, în tradiția cercetărilor în domeniul informaticii de la Xerox Palo Alto Research Centre (Centrul de Cercetare Palo Alto al companiei Xerox), prescurtat "PARC". Înainte de aceasta termenul GUI a fost aplicabil unor tipuri de interfețe de înaltă rezoluție diferite, specifice unui domeniu anume, cum ar fi jocurile video, sau care nu sunt limitate la ecranele plate, ci se pot juca și pe ecrane volumetrice (afișoare3D).

## Istorie

### Precursori
Precursorul interfețelor grafice a fost inventat de către cercetătorii de la Institutul de Cercetare Stanford, SRI, condus de Douglas Engelbart. Ei au dezvoltat folosirea hiperlinkurilor bazate pe text, manipulate cu un maus. Conceptul de hiperlinkuri, realizat prin așa-numite „texte active” (care conduc la altă pagină web atunci când sunt „apăsate” cu mausul pe ecran), a fost rafinat și extins și spre elemente grafice, formând astfel interfața primară pentru computerul „Xerox Alto”. Majoritatea interfețelor grafice cu scop general sunt derivate din acest sistem. Ca rezultat, unii numesc această clasă de interfețe „interfața PARC” (PUI).
În 1963 Ivan Sutherland a dezvoltat un dispozitiv de indicare și desenare pe ecran numit sketchpad. Systemul utiliza un light pen (un fel de creion electronic care în locul minei de grafit avea în vârf un senzor de lumină) pentru a conduce crearea și manipularea obiectelor din desenele inginerești de pe ecran.

### Interfața grafică PARC
Interfața grafică PARC este formată din widget-uri grafice pentru ecran (acestea sunt ferestre, meniuri, butoane rotunde ca la radiourile vechi, cutii de bifat, liste și alte pictograme). Interfața grafică PARC utilizează, pe lângă tastatură, și un dispozitiv de indicat (maus).

### Evoluție
După PARC, primul computer centrat pe GUI a fost Xerox 8010 Star Information System, în 1981.
Interfețele grafice familiare majorității utilizatorilor de astăzi sunt Microsoft Windows, Mac OS X și interfețele X Window System. Companiile Apple, IBM și Microsoft au utilizat numeroase idei ale companiei Xerox pentru a dezvolta specificațiile IBM Common User Access care au format baza interfeței grafice care se găsește în Microsoft Windows, IBM OS/2 Presentation Manager, toolkit-ul și managerul de ferestre Motif de la Unix. Aceste idei au dus la interfața din versiunile curente ale sistemelor de operare Windows, Mac OS X și multe medii de desktop pentru sisteme Unix sau de tip Unix.

## Legături externe
- History of the graphical user interface